# Hard out Here
"Hard out Here" é uma canção da cantora britânica Lily Allen, gravada para o seu terceiro álbum de estúdio Sheezus. Foi composta pela própria com o auxílio de Greg Kurstin, cujo último também esteve a cargo da produção. O seu lançamento ocorreu a 17 de Novembro de 2013 na iTunes Store através da Parlophone Records, com vista em ser o single de avanço para promover o seu terceiro álbum de estúdio.

## Faixas e formatos
A versão single de "Hard out Here" contém apenas uma faixa com duração de três minutos e trinta e um segundos.
| Descarga digital |                 |         |  |
| N.º              | Título          | Duração |  |
| 1.               | "Hard out Here" | 3:31    |  |

## Desempenho nas tabelas musicais

### Posições
| Tabela musical (2013)               | Melhor posição |
| ----------------------------------- | -------------- |
| Austrália - ARIA Singles Chart      | 14             |
| Bélgica - Ultratip (Flandres)       | 1              |
| Bélgica - Ultratip (Valónia)        | 1              |
| Escócia - Scottish Singles Chart    | 12             |
| França - SNEP                       | 80             |
| Irlanda - IRMA                      | 21             |
| Nova Zelândia - NZ Top 40 Singles   | 14             |
| Países Baixos - Mega Single Top 100 | 58             |
| Reino Unido - UK Singles Chart      | 9              |

## Histórico de lançamento
| País          | Data                   | Formato          | Editora discográfica |
| ------------- | ---------------------- | ---------------- | -------------------- |
| Austrália     | 17 de Novembro de 2013 | Descarga digital | Parlophone           |
| França        | 17 de Novembro de 2013 | Descarga digital | Parlophone           |
| Países Baixos | 17 de Novembro de 2013 | Descarga digital | Parlophone           |
| Portugal      | 17 de Novembro de 2013 | Descarga digital | Parlophone           |
| Reino Unido   | 17 de Novembro de 2013 | Descarga digital | Parlophone           |